# Секулица (квартал)
„Секулица“ е местност и малък квартал на град София, България, разположен в район „Овча купел“, на 8,7 километра западно от центъра на града.
Намира се на левия бряг на Суходолската река и граничи с квартал „Суходол“ на север и изток и с невключени в квартали територии на югозапад.